# Service national du renseignement pénitentiaire
Le service national du renseignement pénitentiaire (SNRP) est un organisme de renseignement du ministère de la Justice français. Il dépend de la direction de l'Administration pénitentiaire (DAP).
Inauguré le 21 avril 2017 sous l'appellation initiale de bureau central du renseignement pénitentiaire (BCRP) par Jean-Jacques Urvoas, alors garde des Sceaux, il prend place parmi les services de renseignement et a pour missions la lutte contre le terrorisme, la lutte contre les extrémismes violents, la lutte contre la criminalité organisée ainsi que le renforcement de la sécurité pénitentiaire.
Dernier-né de la communauté nationale du renseignement, il est créé dans le contexte des attentats terroristes de 2015 et 2016. Le SNRP appartient au « second cercle » de la communauté du renseignement,, à l'instar de la direction nationale du renseignement territorial (DNRT), de la direction du Renseignement de la préfecture de police de Paris (DRPP) ou encore de la Sous-direction de l'anticipation opérationnelle (SDAO).

## Présentation
Un premier bureau de renseignement comportant un nombre d'agents restreint a été créé en 2003 au sein de l'état major de sécurité (EMS3), avant la réorganisation de la direction de l'administration pénitentiaire, sous l'égide de Christiane Taubira, alors garde des Sceaux.
Intégré à la sous-direction de la sécurité pénitentiaire au sein de la direction de l'administration pénitentiaire, le bureau central du renseignement pénitentiaire (BCRP) a par la suite été créé en application des lois du 3 juin 2016 et du 28 février 2017.
Avec l'arrêté du 29 mai 2019, le BCRP est devenu un service à compétence nationale dénommé « service national du renseignement pénitentiaire » rattaché au directeur de l'administration pénitentiaire, marquant un tournant majeur dans le positionnement du renseignement pénitentiaire au sein de la communauté du renseignement et de son administration de tutelle.

## Missions
Le service national du renseignement pénitentiaire a pour mission la prévention des atteintes aux intérêts fondamentaux de la Nation et à la sécurité des établissements pénitentiaires.
Il recherche, collecte, exploite, analyse et diffuse le renseignement obtenu dans les quatre domaines suivants :
- la lutte contre le terrorisme et la radicalisation[11];
- la lutte contre la criminalité et la délinquance organisées ;
- la lutte contre les mouvances extrémistes violentes ;
- le renforcement de la sécurité pénitentiaire (notamment la prévention des émeutes et des évasions par bris de prison ou lors d'extractions judiciaires). Cette dernière finalité est une prérogative exclusive du SNRP au sein de la communauté du renseignement[12].

Afin de mener à bien ses missions, le SNRP peut mettre en œuvre des techniques de renseignement (TR : recueil de données informatiques et captation de paroles ou d'images dans un lieu privé…). La mise en œuvre de ces techniques est strictement encadrée par la loi du 24 juillet 2015 relative au renseignement et par le code de la sécurité intérieure. Seul le Premier ministre peut en effet délivrer l’autorisation d’emploi de ces techniques après l’émission d’un avis d’une autorité administrative indépendante, la Commission nationale de contrôle des techniques de renseignement (CNCTR).
Le SNRP, en tant que service de l’administration pénitentiaire, dispose également des informations pénitentiaires dans le cadre prévu par le code pénitentiaire : correspondance des détenus, exploitation du matériel informatique, fouille des cellules, contrôle des visiteurs...
Pour chacune de ses finalités, le SNRP collabore étroitement avec ses partenaires, notamment la direction générale de la Sécurité intérieure (DGSI) en matière de contre-terrorisme ou encore le SIRASCO et les offices centraux du ministère de l’Intérieur concernant la criminalité organisée. Toutefois, le SNRP se démarque des autres services de renseignement par sa surveillance exclusive d'un milieu fermé et de son accès direct et exclusif à certaines données relevant du domaine judiciaire.

## Organisation
À sa création, le service est dirigé par Charlotte Hemmerdinger,, magistrate et première femme cheffe d'un service de renseignement en France.
Camille Hennetier est nommée cheffe du SNRP en novembre 2022 par arrêté de la Première ministre et du garde des Sceaux. Magistrate, elle est connue notamment pour avoir été l'un des 3 avocats généraux lors du procès des attentats de novembre 2015.
Le SNRP comprend trois échelons :
- un échelon central responsable de l’organisation, de la supervision, de l’animation et de la coordination des échelons déconcentrés ;
- un échelon régional composé de 10 cellules interrégionales du renseignement pénitentiaire (CIRP) dans chacune des directions interrégionales des services pénitentiaires (DISP), chargées de mettre en œuvre le renseignement pénitentiaire ;
- un échelon local implanté au sein des établissements, chargé de collecter, capitaliser et fiabiliser les informations recueillies[23].

De plus, le service s'appuie sur une unité de formation, intégrée au sein de l'École nationale d'administration pénitentiaire (Énap) et bénéficiant à l'ensemble des agents de la DAP. Dans cette même voie, le service renforce ses liens avec l'Académie du renseignement.
Le SNRP accueille des profils divers (personnels pénitentiaires, personnels administratifs, agents non titulaires, magistrats, etc.) qui occupent des fonctions variées au sein du service (analystes, analystes veilleurs, experts en investigation numérique, traducteurs, délégués locaux ou interrégionaux du renseignement pénitentiaire, etc.).
Les agents affectés au service national du renseignement pénitentiaire sont habilités à la protection du secret de la défense nationale conformément à la réglementation en vigueur.

Comme l'ensemble du personnel pénitentiaire, les agents du SNRP sont amenés à prêter serment d'ici le 31 décembre 2026 : 
« Je déclare solennellement m'engager à servir dans le respect des principes de la République, à bien et loyalement remplir mes fonctions, à observer les devoirs qu'elles m'imposent dans le strict respect des personnes confiées au service public pénitentiaire et de leurs droits, à me conformer à la loi et aux ordres reçus et à ne faire qu'un usage légitime des pouvoirs qui me sont confiés. ».
Le SNRP est soumis à des contrôles de la CNCTR, de l'inspection générale de la Justice (IGJ), de l'inspection générale des affaires sociales (Igas) et de l'inspection des services de renseignement (ISR).
Le 18 août 2023, un décret autorise la création d'un fichier dit « Fichier du renseignement pénitentiaire ». Le fichier reçoit un avis « favorable avec réserve » de la Commission nationale de l'informatique et des libertés (CNIL). Il remplace le fichier relatif au suivi des personnes placées sous main de justice et destiné à la prévention des atteintes à la sécurité pénitentiaire et à la sécurité publique dénommé « CAR » mis en œuvre précédemment par la DAP depuis 2015 et qui avait également reçu un avis « favorable avec réserve ».

## Lien technique avec la DGSI
En avril 2019, est mise en place une unité commune au BCRP et à la DGSI spécialisée dans la mise en œuvre des techniques d’interceptions de paroles et d’images en milieu pénitentiaire : le groupement ou groupe technique des opérations pénitentiaires (GTOP).
À l'instar de la DRPP, le SNRP a établi un protocole avec la DGSI pour le recours à des prestations d'IMSI-catcher.

## Emblème
L'emblème du SNRP est de forme ronde avec un fond blanc. Hors changement du nom et du sigle, l'emblème du SNRP est strictement identique à celui de l'ancien BCRP. En effet, l'emblème reprend un symbole de la Justice : la balance. Il présente également les inscriptions « ministère de la Justice », « SNRP », « service national du renseignement pénitentiaire », un symbole étoile, 2 drapeaux nationaux et une toile d'araignée.